# Barth
Barth – miasto w północno-wschodnich Niemczech, w kraju związkowym Meklemburgia-Pomorze Przednie, w powiecie Vorpommern-Rügen, siedziba urzędu Barth, nad Bodden (zatoką Morza Bałtyckiego, na półwyspie Darß).

## Toponimia
Nazwa miasta zapisana została w 1178 roku w formie Bard, w XIII wieku jako Bart. Ma źródłosłów słowiański, od połabskiego słowa bard, oznaczającego górę. W języku polskim nazwa rekonstruowana w formie Bardo.

## Historia

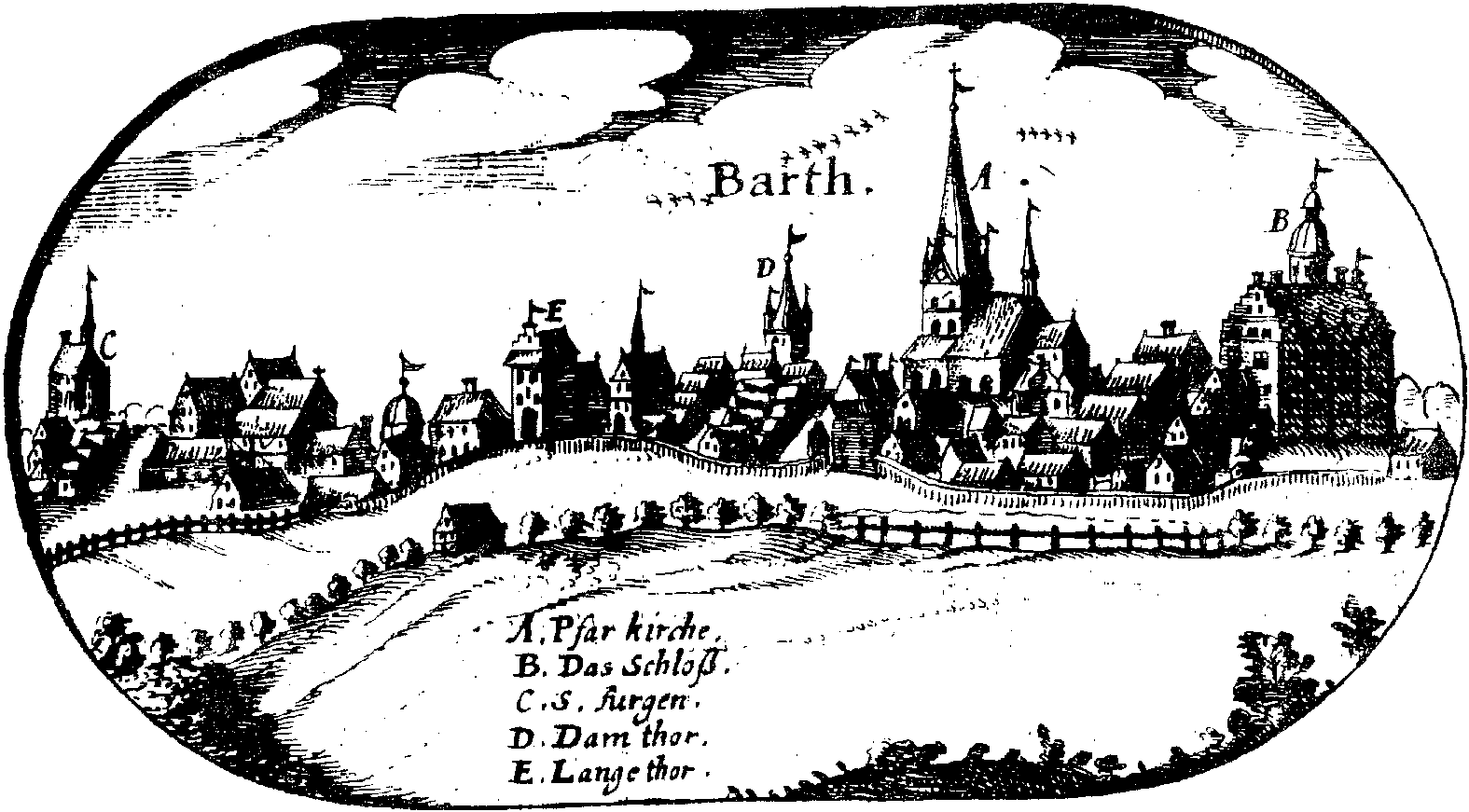
Panorama Barth na Wielkiej Mapie Księstwa Pomorskiego, XVII w.

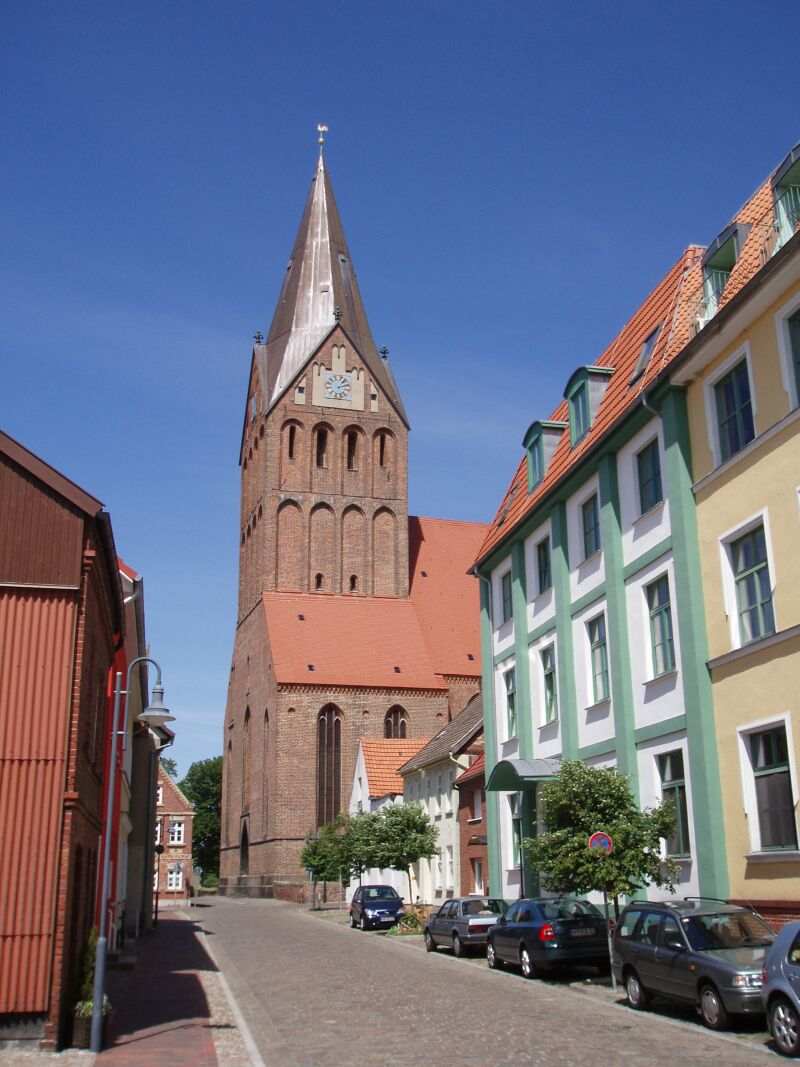
Kościół pw. św. Marii

Początki Barth nie są znane. Niektórzy twierdzą, że zostało ono założone przez ocalałych z zatopionego miasta Wineta. Pierwsza wzmianka o mieście pochodzi z 1255, kiedy to książę Rugii złożył w dokumencie podziękowania dla miasta Barth. Inne źródła podają że właśnie w roku 1255 władca Rugii Jaromar II nadał miastu prawa miejskie. Ostatni książę Rugii Wisław III postawił tutaj w 1315 roku zamek. Po jego śmierci miasto przeszło pod władzę książąt Pomorza Zachodniego. Od 1648 należało do Szwecji, po 1815 do Prus. W czasie II wojny światowej na północny zachód od miasta mieścił się Stalag Luft I, w którym przetrzymywano kilka tysięcy lotników alianckich. W latach 1945–1990 był w granicach Niemieckiej Republiki Demokratycznej. Obecnie partnerskie miasto Kołobrzegu.

## Turystyka
Barth stanowi ośrodek turystyczny, m.in. dzięki swoim zabytkom:
- kościołowi św. Marii (Sankt-Marien-Kirche) z XIII wieku,
- wieży Dammtor
- oraz rynkowi i kamienicom.

W mieście kultywuje się tradycję legendy o Winecie. Znajduje się tutaj muzeum Winety, zaś corocznie organizuje się Wineta Festiwal.

## Urodzeni w mieście
W mieście urodzili się następujący przedstawiciele pomorskiej dynastii Gryfitów:
- Franciszek szczeciński – książę szczeciński (1618–1620), biskup kamieński (1602–1618)
- Bogusław XIV – książę darłowski (1606–1621), bukowski (1617–1621), szczeciński (1620–1637), darłowsko-bukowski (1622–1637) i całego Pomorza Zachodniego (1625–1637), biskup kamieński (1623–1637), ostatni książę z dynastii Gryfitów
- Jerzy II darłowsko-bukowski – książę darłowski i bukowski (1606–1617)
- Ulryk darłowski – książę szczecinecki (1618–1622) i darłowsko-bukowski (1621–1622), biskup kamieński (1618–1622)

## Miasta partnerskie
- Bremervörde, Dolna Saksonia
- Kołobrzeg, Polska
- Simrishamn, Szwecja
- Varel, Dolna Saksonia

## Galeria

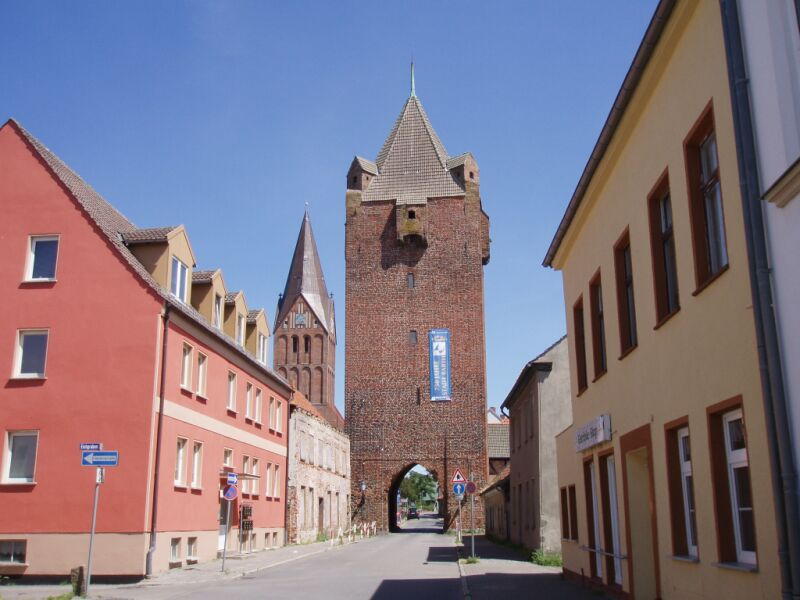
Dammtor
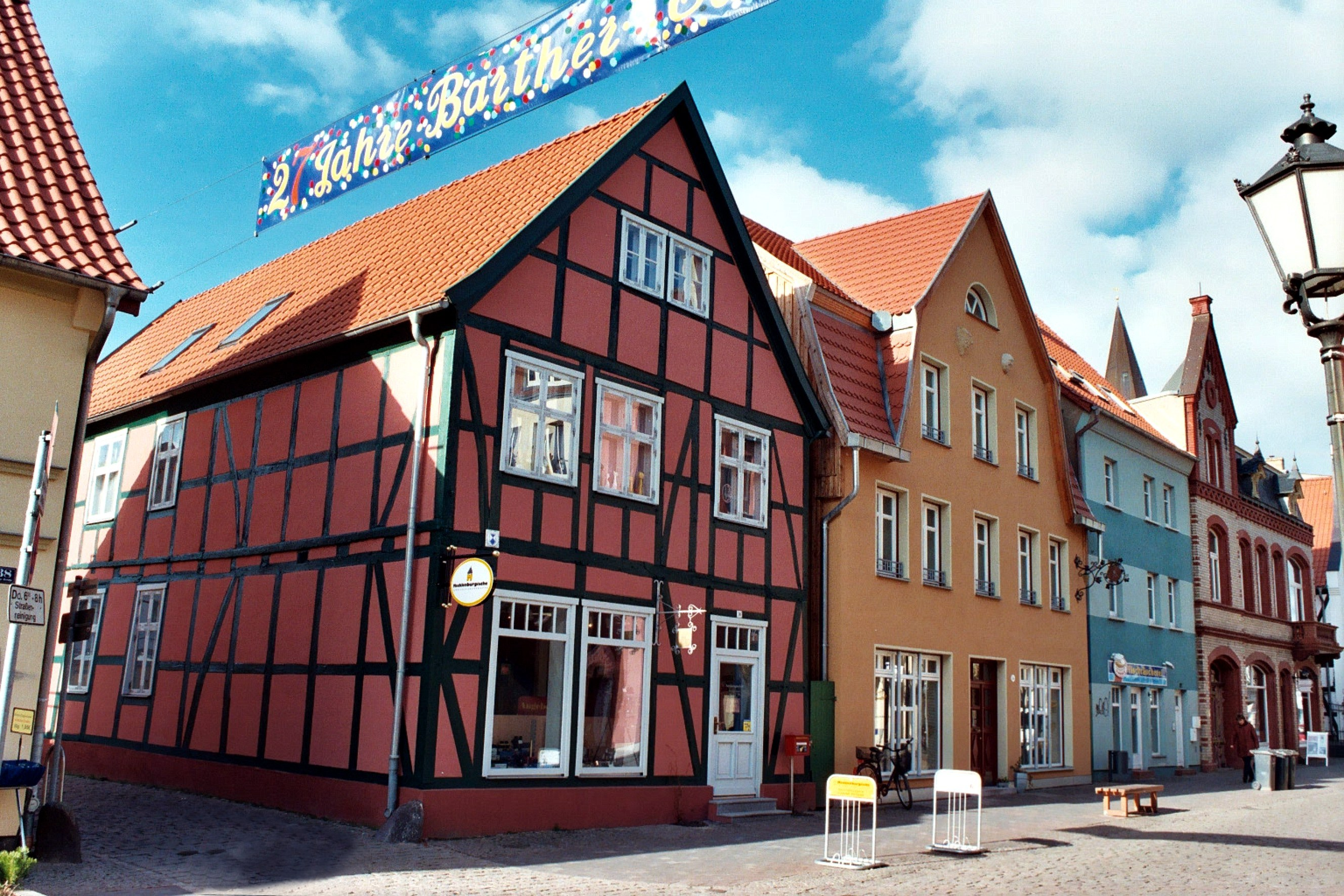
Domy przy ul. Długiej
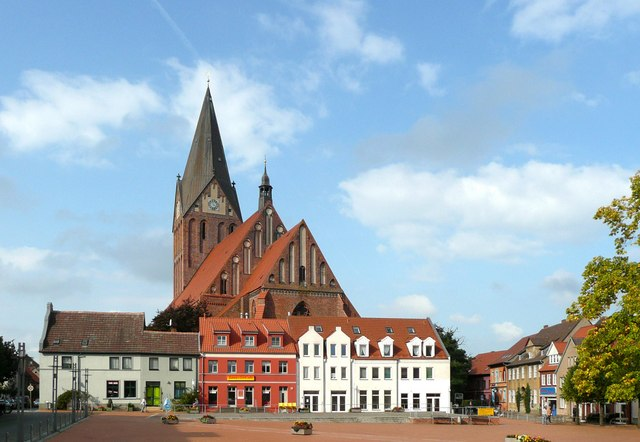
Rynek
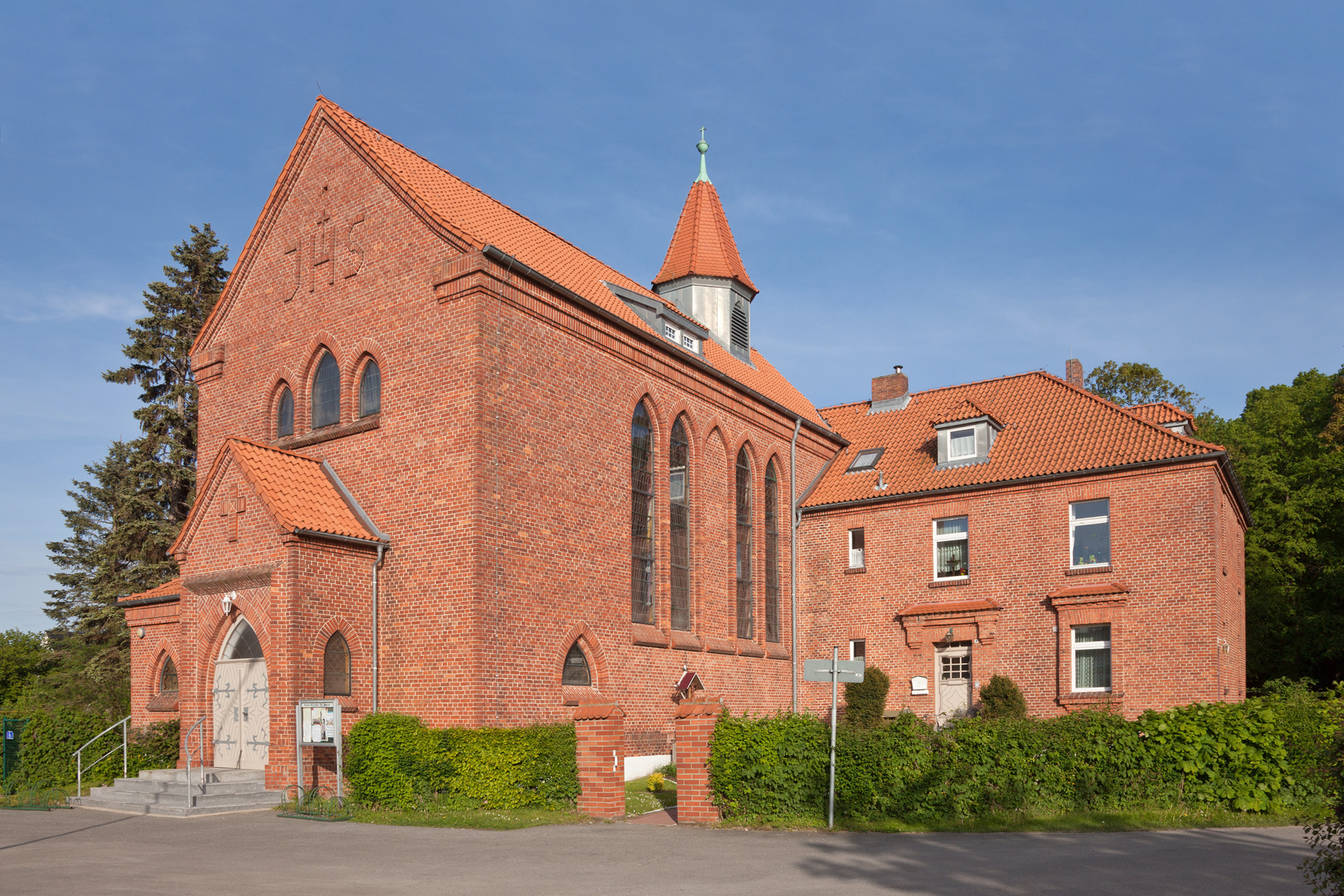
Kościół katolicki
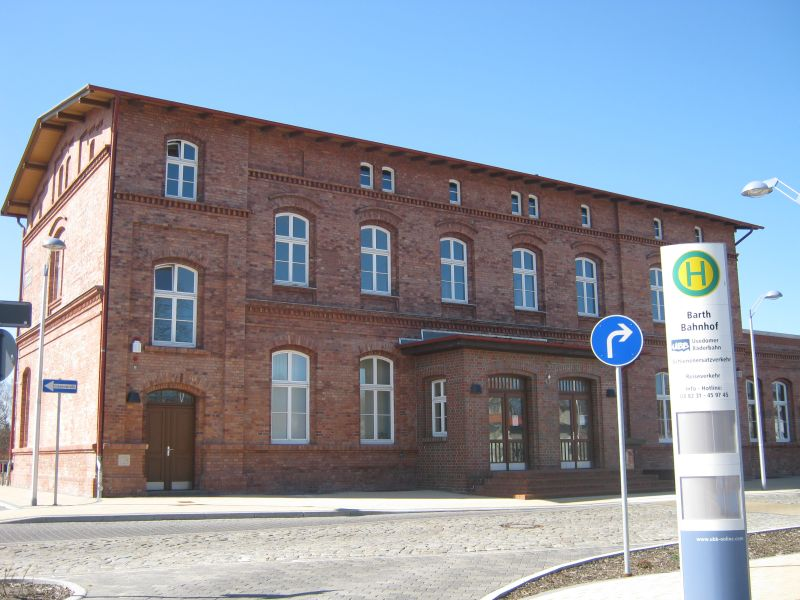
Dworzec kolejowy